# 교향곡 32번 (모차르트)
교향곡 32번 G장조 K. 318은 볼프강 아마데우스 모차르트가 파리에서 돌아온 후 1779년에 작곡했다.

## 구조 및 분석
현악기, 플루트 2개, 오보에 2개, 바순 2개, 호른 4개, 트럼펫 2개, 팀파니 로 구성된 교향곡은 이탈리아 서곡 형식으로, 쉬지 않고 서로 이어지는 세 개의 짧은 악장으로 구성되어 있다.
1. 알레그로 스피리토소 4
4
2. 안단테 3
8
3. 템포 프리모 4
4

형식은 진정한 이탈리아 서곡이나 다 카포 서곡이 아니다. 1악장은 설명 반복 없이 마치 소나타 형식처럼 전개된다. 느린 악장은 론도 형식(A–B–A–C–A–B)이다. 청취자가 론도 후렴구가 돌아올 것으로 예상할 때 음악은 3악장으로 이어진다.
이 작품은 이전에 모차르트의 오페라의 서곡으로 간주되었지만 이러한 작품의 날짜가 사인 원고와 일치하지 않고 서곡이 일반적으로 마지막 작품이었기 때문에 가능성이 낮다. 1785년 모차르트는 이 교향곡을 프란체스코 비앙키의 오페라의 비엔나 공연 서곡으로 사용했다.